# Max Tishler
Max Tishler (30 de outubro de 1906 — Middletown, 18 de março de 1989) foi um cientista da Merck Sharp and Dohme, dirigente das equipes de pesquisadores que sintetizaram ácido ascórbico, riboflavina, cortisona, miamina, piridoxina, ácido pantotênico, nicotinamida, metionina, treonina e triptófano.